# Air Vanuatu
Air Vanuatu es la aerolínea nacional de Vanuatu. Opera a destinos en Australia, Nueva Zelanda e Islas del Pacífico. Su base de operaciones es el Aeropuerto Internacional Bauerfield, situado 6 km al norte de Port Vila, la capital de Vanuatu.

## Historia

### Fundación y primeros años
Air Vanuatu se fundó en 1981, después de que Vanuatu obtuviera su independencia del Reino Unido y Francia el año anterior. Se solicitó la ayuda de Ansett Australia y se firmó un acuerdo de cinco años para que Ansett proporcionara aeronaves y personal operativo. Ansett también adquirió una participación del 40% en la nueva aerolínea, mientras que el gobierno de Vanuatu tenía el otro 60%. El primer vuelo de Air Vanuatu, en un McDonnell Douglas DC-9-31 propiedad y operado por Ansett, partió de Sídney con destino a Port Vila el 5 de septiembre de 1981. En mayo de 1982, un Boeing 737-200 de Polynesian Airlines reemplazó al DC-9; este fue reemplazado a su vez por un Boeing 737-200 de Ansett en octubre de 1985. En marzo de 1986, el acuerdo con Ansett expiró y no se renovó; esto tuvo el efecto de dejar en tierra a la aerolínea.
En 1987, la compañía fue restablecida con el 100% de propiedad del gobierno de Vanuatu, después de que se firmara un nuevo acuerdo comercial con Australian Airlines; los vuelos semanales de Sídney a Port Vila se reanudaron el 19 de diciembre utilizando un Boeing 727-200 alquilado a Australian. Air Vanuatu posteriormente compró el avión en 1989 y lo arrendó de nuevo a Australian para su uso en la red de esa aerolínea en los días que no fuera utilizado por Air Vanuatu. En noviembre de 1992, el 727 fue reemplazado por un Boeing 737-400 alquilado a Australian Airlines. Al año siguiente, un Embraer EMB 110 Bandeirante también fue alquilado a Australian, entrando en servicio ese abril para operar vuelos entre Port Vila y Numea.Los arrendamientos de ambos aviones continuaron después de que Australian fuera adquirida por Qantas en octubre de 1993, y el acuerdo comercial también se transfirió a Qantas. Qantas se involucraría profundamente en las operaciones de la aerolínea por el resto de su existencia; Air Vanuatu utilizó el programa Qantas Frequent Flyer, mientras que Qantas compartió código en los vuelos de Air Vanuatu desde Australia, y también proporcionó servicios de mantenimiento y entrenamiento de pilotos.
Air Vanuatu rescindió el contrato de arrendamiento del Boeing 737-400 de Qantas después de recibir su propio Boeing 737-300 en abril de 1997. El mismo mes, los servicios del Bandeirante cesaron cuando entró en servicio un Saab 2000. El contrato de arrendamiento del Saab 2000 se rescindió en marzo de 1999, y en junio de ese año Air Vanuatu comenzó a utilizar un De Havilland Canada Dash 8 de la aerolínea nacional Vanair, propiedad del gobierno de Vanuatu, en los servicios semanales a Numea.

### SigloXXI
En abril de 2001, Air Vanuatu se fusionó con Vanair, pero la fusión se revirtió cinco meses después. En noviembre de 2003, entró en servicio un ATR 42 para su uso en rutas nacionales en competencia con Vanair. En septiembre de 2004, Air Vanuatu se fusionó nuevamente con Vanair.
En enero de 2008, Air Vanuatu reemplazó su Boeing 737-300 por un nuevo Boeing 737-800. A principios de 2009, se añadieron tres Harbin Y-12 a la flota y, en octubre del mismo año, la aerolínea recibió un nuevo avión ATR 72-500 para reemplazar a su ATR 42. Cuatro días después de que el ATR 72 llegara a Port Vila, la Junta Directiva de Air Vanuatu fue despedida y reemplazada por los directores generales de varios ministerios del gobierno de Vanuatu. El ATR 72 realizó su primer vuelo comercial para Air Vanuatu el 8 de noviembre de 2009. Un segundo ATR 72-500 fue entregado a la aerolínea en noviembre de 2014. En 2016, los Harbin Y-12 fueron eliminados y reemplazados por los De Havilland Canada DHC-6 Twin Otter.
En julio de 2020, Air Vanuatu anunció un importante conjunto de cambios para la aerolínea debido a la pandemia de COVID-19. Con la reorganización de los pedidos y la reducción y localización del equipo de gestión, el director ejecutivo Derek Nice renunció, siendo reemplazado temporalmente por Joseph Laloyer, hasta que se pudiera encontrar un reemplazo. Esto incluyó retrasar la entrega de los cuatro aviones Airbus A220 que tenía pedidos y una revisión estratégica de su red.
En mayo de 2024, la aerolínea fue puesta en liquidación y Ernst & Young fue designado como liquidador. Debido al colapso de Air Vanuatu, 1458 trabajadores temporeros de Vanuatu se quedaron varados en Nueva Zelanda. Inmigración de Nueva Zelanda confirmó que estaba trabajando con los empleadores para apoyar a los trabajadores.[21] La aerolínea debía a los acreedores 74 millones de dólares. En el momento de ser puesta en administración, tenía seis aviones y 441 empleados en Vanuatu, Australia y Nueva Zelanda. Su avión más grande, un Boeing 737-800 arrendado, fue embargado en Melbourne. También se informó que solo dos de los aviones de la aerolínea permanecieron operativos, debido al mantenimiento esperado para la flota restante, mientras que la información financiera disponible de la compañía se consideró "significativamente desactualizada", sumando en total al menos 110 millones de dólares. El 22 de mayo de 2024, Solomon Airlines comenzó a realizar vuelos directos semanales entre Auckland y Port Vila para llenar el vacío dejado por Air Vanuatu.
En agosto de 2024, se reanudaron los servicios domésticos limitados tras una inyección de fondos por parte del Gobierno de Vanuatu.

## Flota

### Flota actual

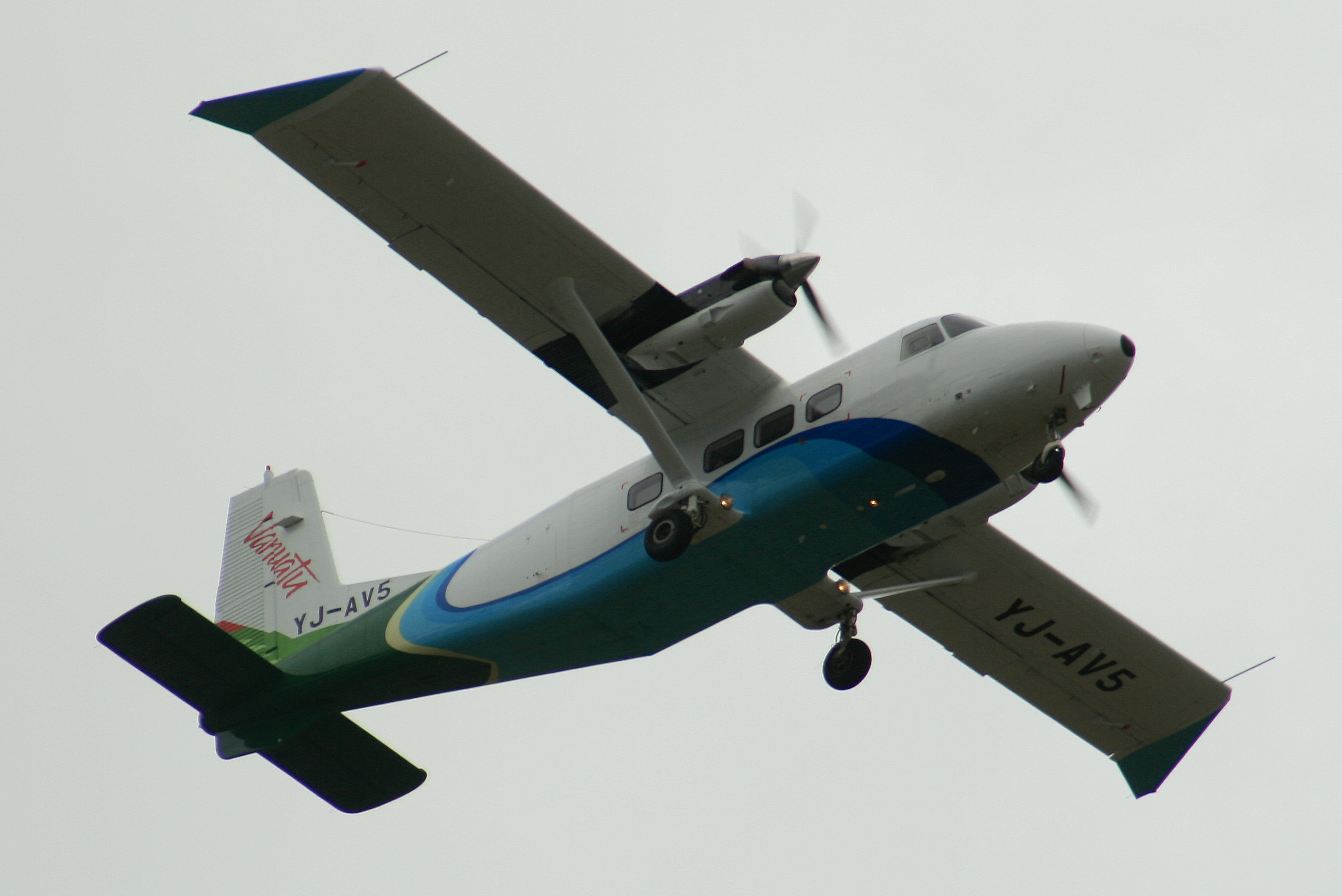
Harbin Y-12 de Air Vanuatu despegando del Aeropuerto Internacional Bauerfield.

La flota de Air Vanuatu está compuesta por las siguientes aeronaves:
| Aeronaves                 | En servicio | Pedidos | Pasajeros (clase única)                            | Matrículas                                         | Antigüedad                                         |
| ------------------------- | ----------- | ------- | -------------------------------------------------- | -------------------------------------------------- | -------------------------------------------------- |
| ATR 72-600                | 1           | —       | 70                                                 | YJ-AV73                                            | 6,6 años                                           |
| Britten-Norman Islander   | 1           | —       | 9                                                  | YJ-OO8                                             | 39,8 años                                          |
| De Havilland Canadá DHC-6 | 1           | —       | 19                                                 | YJ-AV14                                            | 47,7 años                                          |
| Total                     | 3           | —       | Edad media de la flota (sept. de 2024): 31,4 años. | Edad media de la flota (sept. de 2024): 31,4 años. | Edad media de la flota (sept. de 2024): 31,4 años. |

### Flota histórica
| Aeronaves                 | Total | Introducido | Retirado | Matrículas                                         |
| ------------------------- | ----- | ----------- | -------- | -------------------------------------------------- |
| Antonov An-72             | 1     | 2003        | 2004     | 4L-AAL                                             |
| ATR 42                    | 1     | 2003        | 2009     | YJ-AV42                                            |
| Boeing 727-200            | 1     | 1989        | 1993     | VH-TBN                                             |
| Boeing 737-300            | 2     | 1998        | 2008     | YJ-AV18 y ZK-SLA                                   |
| Boeing 737-400            | 1     | 1992        | 1998     | VH-TJI                                             |
| Boeing 737-800            | 2     | 2008        | 2024     | YJ-AV1 y YJ-AV8                                    |
| Britten-Norman Islander   | 2     | 2006        | —        | YJ-RV2 y YJ-AV3                                    |
| De Havilland Canadá DHC-6 | 6     | 2001        | —        | YJ-RV1, YJ-AV11, YJ-AV12, YJ-RV10, YJ-RV9 y YJ-RV8 |
| Embraer EMB 110           | 2     | 1993        | 1998     | VH-BWC y YJ-AV7                                    |
| Harbin Y-12               | 3     | 2008        | 2021     | YJ-AV4, YJ-AV5 y YJ-AV6                            |
| McDonnell Douglas DC-9-30 | 1     | 1981        | 1982     | VH-CZD                                             |
| Saab 2000                 | 1     | 1995        | 2000     | V7-9508                                            |

## Destinos
Air Vanuatu opera, en septiembre de 2024, vuelos regulares a los siguientes destinos (excluidos vuelos de código compartido):
| País    | Destinos       | Aeropuertos                                              |
| ------- | -------------- | -------------------------------------------------------- |
| Vanuatu | Ambrym         | Aeropuerto de Craig Cove                                 |
| Vanuatu | Anatom         | Aeropuerto de Anatom                                     |
| Vanuatu | Aniwa          | Aeropuerto de Aniwa                                      |
| Vanuatu | Emae           | Aeropuerto de Emae                                       |
| Vanuatu | Espíritu Santo | Aeropuerto Internacional de Santo-Pekoa (HUB secundario) |
| Vanuatu | Dillon's Bay   | Aeropuerto de Dillons Bay                                |
| Vanuatu | Futuna         | Aeropuerto de Isla Futuna                                |
| Vanuatu | Gaua           | Aeropuerto de Gaua                                       |
| Vanuatu | Ipota          | Aeropuerto de Ipota                                      |
| Vanuatu | Lamap          | Aeropuerto de Lamap                                      |
| Vanuatu | Lamen Bay      | Aeropuerto de Lamen Bay                                  |
| Vanuatu | Longana        | Aeropuerto de Longana                                    |
| Vanuatu | Lonorore       | Aeropuerto de Lonorore                                   |
| Vanuatu | Maewo          | Aeropuerto de Maewo-Naone                                |
| Vanuatu | Mota Lava      | Aeropuerto Ablow                                         |
| Vanuatu | Port Vila      | Aeropuerto Internacional Bauerfield (HUB)                |
| Vanuatu | Norsup         | Aeropuerto de Norsup                                     |
| Vanuatu | Sara           | Aeropuerto de Sara                                       |
| Vanuatu | South West Bay | Aeropuerto de South West Bay                             |
| Vanuatu | Tanna          | Aeropuerto White Grass                                   |
| Vanuatu | Tongoa         | Aeropuerto de Tongoa                                     |
| Vanuatu | Torres         | Aeropuerto de Torres                                     |
| Vanuatu | Ulei           | Aeropuerto de Ulei                                       |
| Vanuatu | Valesdir       | Aeropuerto de Valesdir                                   |
| Vanuatu | Walaha         | Aeropuerto de Walaha                                     |

### Antiguos destinos
| Países             | Destinos       | Aeropuertos                              |
| ------------------ | -------------- | ---------------------------------------- |
| Australia          | Brisbane       | Aeropuerto de Brisbane                   |
| Australia          | Melbourne      | Aeropuerto Internacional Tullamarine     |
| Australia          | Sídney         | Aeropuerto Internacional Kingsford Smith |
| Fiyi               | Nadi           | Aeropuerto Internacional de Nadi         |
| Fiyi               | Suva           | Aeropuerto Internacional de Nausori      |
| Papúa Nueva Guinea | Puerto Moresby | Aeropuerto Internacional de Jacksons     |
| Nueva Caledonia    | Numea          | Aeropuerto Internacional La Tontouta     |
| Nueva Zelanda      | Auckland       | Aeropuerto Internacional de Auckland     |

## Incidentes y accidentes
- 25 de julio de 1991 – Un Britten-Norman Islander se estrelló en la isla de Espíritu Santo, muriendo los nueve pasajeros y el piloto. El lugar del accidente se localizó tras cuatro días de búsqueda con varios helicópteros. El accidente se atribuyó a un error del piloto.[26]

- 19 de diciembre de 2008 – Un Britten-Norman Islander (vuelo 261) con nueve pasajeros se estrelló contra una montaña cerca del aeropuerto de Olpoi, en el lado occidental de la isla de Espíritu Santo. Murió el piloto y varios pasajeros resultaron gravemente heridos. El avión se dirigía al Aeropuerto Internacional de Santo-Pekoa. La región montañosa donde se estrelló el avión estaba envuelta en una espesa niebla en ese momento.[27][28][29]

- 28 de julio de 2018 - Un ATR 72 matrícula YJ-AV71, que operaba el vuelo 241, sufrió una falla en el motor durante el vuelo. Al aterrizar en Port Vila, el avión se salió de la pista y chocó con dos aviones Britten-Norman Islander estacionados pertenecientes a Unity Airlines y Air Taxi. Trece personas sufrieron heridas leves.[30]